# Hilleshög
Hilleshög is een plaats in de gemeente Ekerö in het landschap Uppland en de provincie Stockholms län in Zweden. De plaats heeft 143 inwoners (2005) en een oppervlakte van 46 hectare. Hilleshög ligt op het in het Mälarmeer gelegen eiland Färingsö. Dit eiland is via bruggen met het vasteland verbonden. De plaats ligt ook direct aan een baai van het Mälarmeer en de overige directe omgeving van het dorp bestaat uit zowel landbouwgrond als bos.